# Orthogonia plana
Orthogonia plana là một loài bướm đêm trong họ Noctuidae.